# Snowboard na Zimowej Uniwersjadzie 2013 – slopestyle kobiet
Konkurencja slopestyle'a kobiet w snowboardzie na Zimowej Uniwersjadzie 2013 została rozegrana 21 grudnia. Złotą medalistką została reprezentantka Nowej Zelandii, Natalie Good. 
W konkurencji tej startowała jedna reprezentantka Polski, Diana Sadlowski, która została sklasyfikowana na 13. miejscu.

## Wyniki
| Miejsce | Zawodniczka             | Kwalifikacje | Kwalifikacje | Kwalifikacje    | Finał   | Finał   | Finał           |
| Miejsce | Zawodniczka             | Zjazd 1      | Zjazd 2      | Najlepszy wynik | Zjazd 1 | Zjazd 2 | Najlepszy wynik |
| ------- | ----------------------- | ------------ | ------------ | --------------- | ------- | ------- | --------------- |
| 1.      | Natalie Good            | 59,75        | 24,25        | 59,75           | 81,25   | 39,25   | 81,25           |
| 2.      | Carla Somaini           | 32,75        | 65,25        | 65,25           | 78,25   | 31,50   | 78,25           |
| 3.      | Caroline Höckel         | 47,50        | 61,75        | 61,75           | 71,25   | 74,75   | 74,75           |
| 4.      | Audrey McManiman        | 74,25        | 45,25        | 74,25           | 51,50   | 29,50   | 51,50           |
| 5.      | Tamara Truchon          | 61,50        | 24,75        | 61,50           | 20,00   | 34,25   | 34,25           |
| 6.      | Jaime Vincent           | 54,75        | 26,25        | 54,75           | 29,50   | 24,25   | 29,50           |
| 7.      | Lexi Sinor              | 51,00        | 51,25        | 51,25           | DNQ     | DNQ     | DNQ             |
| 8.      | Claire Gentile          | 33,00        | 43,00        | 43,00           | DNQ     | DNQ     | DNQ             |
| 9.      | Lea Jugovac             | 42,75        | 42,00        | 42,75           | DNQ     | DNQ     | DNQ             |
| 10.     | Lauren Angel            | 36,75        | 40,00        | 40,00           | DNQ     | DNQ     | DNQ             |
| 11.     | Paola Blašković         | 24,50        | 32,00        | 32,00           | DNQ     | DNQ     | DNQ             |
| 12.     | Anne-Frederique Grenier | 27,75        | 31,25        | 31,25           | DNQ     | DNQ     | DNQ             |
| 13.     | Diana Sadlowski         | 25,75        | 19,00        | 25,75           | DNQ     | DNQ     | DNQ             |